# ساحل (فیلم ۲۰۰۰)
ساحل (به انگلیسی: The Beach) فیلمی محصول سال ۲۰۰۰ به کارگردانی دنی بویل است. در این فیلم لئوناردو دی‌کاپریو، ویرجینی لدوین، گیوم کنه، رابرت کارلایل، تیلدا سوئینتن و پترسون جوزف بازی کردند.

## داستان
ریچارد یک نخبهٔ ۲۴ ساله آمریکایی با علاقه به سفر در جهان است. او به بانکوک تایلند برای آزادی و ماجراجویی می‌رسد. «دافی»، مرد پریشان احوال و معتاد اسکاتلندی، نقشهٔ یک جزیرهٔ رؤیایی را به او می‌دهد و سپس خودکشی می‌کند. ریچارد نیز به اتفاق یک پسر و دختر فرانسوی عازم پیدا کردن آن جزیره می‌شوند.